# Уршља гора
Уршља гора или Плешивец је планина која се налази на северу Словеније, у Корушкој. Педставља најисточнији обронак Караванки. Простире се од Словењ Градеца, на истоку, до Чрне на Корошкем на западу, Равна на Корошкем, на северу и Горњег Разбора на југу. Због изузтне прегледности, која обухвата целу Корушку, те досеже до Козјака и Камничко-Савињских Алпа, представља значајно планинарско одредиште за словеначке планинаре. На самом врху, налази се црква Свете Урсуле, РТВ предајник, планинарски дом, те споменик палим борцима у бици за Корушку, 1918-19. 

## Порекло имена
Планина је добила име по цркви Свете Урсуле која се налази на њеном највишем врху, на надморској висини од 1699 метара. 
Назив Плешивец, што у буквалном преводу на српски језик значи „Ћелавац“, добија по томе што је сам врх, оивичен шумовитим падинама, у северном делу сачињен од кречњачких стена, та чистина, гледано издалека, подсећа на ћелаву главу.

## Флора и Фауна
Планина је са свих страна под шумама и другим растињем. У прошлости шуме су биле гушће, али људским потребама, за обрадом земље, рударењем, крај богат оловом и присуством железаре у Равнама, околина је измењена. У блиској прошлости, до другог светског рата, сточарство је због испаша, проузроковало да се шумски појас помери наниже за 100 метара. Данас узгој стоке опада, те је дошло поновног повишења шумског појаса.
Јужни делови планине, пошумљени су смрчом, док је у северним деловима заступљено буково дрвеће, са нешто мање присутне смрче, јелке и јавори.
Од алпских биљака заступљена је ретка биљка из рода кортуза, црвени звончићи (лат:Cortusa matthioli) и алпска златица (лат: Ranunculus).
Животињска врста, дивљих оваца, Муфлона (лат: Ovis musimon), населила је обронке планине, 1967. године. Њихово присуство угрожава опоравак шума. 
Посебан значај има врста дивљих птица, Ружеваца (лат: Lyrurus tetrix).    

## Предајник
Радио-телевизијски Предајник на Уршљој гори, пуштен је у рад 1962. године, налази се на највишој коти планине, изнад цркве и планинарског дома. Земаљским сигналом покрива целу словеначку Корушку и подручје словеначке Штајерске.
Користи се и за емитовање локалног програма у Словењ Градецу, те за потребе спасилачких служби. 

## Прилази
- Поштарски дом под Плешивцем (2 сата 30 минута)
- Колиба на наравским лединама (1 сат 45 минута)
- Рампа - по путу (45 минута)
- Иварчко језеро (2 сата 30 минута)
- Циганија (2 сата 30 минута)

## Галерија
- Поглед са Уршље горе на Равне на Корошкем и околину, десно се види предајник.
- Планинарски дом на врху (лево), црква Свете Урсуле (десно).